# Finale Jaarbeursstedenbeker 1962
De finale van de Jaarbeursstedenbeker van het seizoen 1961/62 werd gehouden op 8 en 12 september 1962. Met CF Barcelona en Valencia CF stonden er twee Spaanse teams in de finale.
De heenwedstrijd vond plaats in het Estadio Mestalla in Valencia. Het duel werd overtuigend gewonnen door Valencia: 6-2. De terugwedstrijd in Camp Nou eindigde op 1-1.
In de terugwedstrijd verscheen de Belgische aanvaller Fernand Goyvaerts aan de aftrap voor FC Barcelona. 

## Wedstrijdgegevens
|                  |                                               |       |                |                                                                                             |
| 8 september 1962 | Valencia CF                                   | 6 – 2 | CF Barcelona   | Estadio Mestalla, Valencia Toeschouwers: 65.000 Scheidsrechter: Joseph Barberan (Frankrijk) |
| 8 september 1962 | Yosu 14', 42' Guillot 35', 54', 67' Núñez 74' |       | 4', 20' Kocsis | Estadio Mestalla, Valencia Toeschouwers: 65.000 Scheidsrechter: Joseph Barberan (Frankrijk) |

| Valencia | Barcelona |

| Valencia CF:       |    |                          |
|                    |    |                          |
| GK                 | 1  | Ricardo Zamora de Grassa |
| DF                 | 2  | Vicente Piquer           |
| DF                 | 3  | Manuel Mestre            |
| DF                 | 5  | Juan Carlos Quincoces    |
| MF                 | 4  | José Sastre              |
| MF                 | 6  | Chicão                   |
| FW                 | 7  | Héctor Núñez             |
| FW                 | 8  | Enrique Ribelles         |
| FW                 | 9  | Waldo                    |
| FW                 | 10 | Vicente Guillot          |
| FW                 | 11 | Nando Yosu               |
| Coach:             |    |                          |
| Alejandro Scopelli |    |                          |

| CF Barcelona:   |    |                     |
|                 |    |                     |
| GK              | 1  | José Manuel Pesudo  |
| DF              | 2  | Ferran Olivella     |
| DF              | 3  | Rodri               |
| DF              | 4  | Sígfrid Gràcia      |
| MF              | 5  | Martí Vergés        |
| MF              | 6  | Julio César Benítez |
| FW              | 7  | Luis Cubilla        |
| FW              | 8  | Sándor Kocsis       |
| FW              | 9  | Cayetano Ré         |
| FW              | 10 | Ramón Villaverde    |
| FW              | 11 | Antonio Camps       |
| Coach:          |    |                     |
| Ladislao Kubala |    |                     |

|                   |              |       |             |                                                                                    |
| 12 september 1962 | CF Barcelona | 1 – 1 | Valencia CF | Camp Nou, Barcelona Toeschouwers: 60.000 Scheidsrechter: Giulio Campanati (Italië) |
| 12 september 1962 | Kocsis 46'   |       | 87' Guillot | Camp Nou, Barcelona Toeschouwers: 60.000 Scheidsrechter: Giulio Campanati (Italië) |

| Barcelona | Valencia |

| CF Barcelona:   |    |                     |
|                 |    |                     |
| GK              | 1  | José Manuel Pesudo  |
| DF              | 2  | Julio César Benítez |
| DF              | 3  | Jesús Garay         |
| DF              | 4  | Sígfrid Gràcia      |
| MF              | 5  | Martí Vergés        |
| MF              | 6  | Josep Maria Fusté   |
| FW              | 7  | Luis Cubilla        |
| FW              | 8  | Sándor Kocsis       |
| FW              | 9  | Fernand Goyvaerts   |
| FW              | 10 | Ramón Villaverde    |
| FW              | 11 | Antonio Camps       |
| Coach:          |    |                     |
| Ladislao Kubala |    |                     |

| Valencia CF:       |    |                          |
|                    |    |                          |
| GK                 | 1  | Ricardo Zamora de Grassa |
| DF                 | 2  | Vicente Piquer           |
| DF                 | 3  | Manuel Mestre            |
| DF                 | 5  | Juan Carlos Quincoces    |
| MF                 | 4  | José Sastre              |
| MF                 | 6  | Chicão                   |
| FW                 | 7  | Héctor Núñez             |
| FW                 | 8  | José Antonio Urtiaga     |
| FW                 | 9  | Waldo                    |
| FW                 | 10 | Vicente Guillot          |
| FW                 | 11 | Nando Yosu               |
| Coach:             |    |                          |
| Alejandro Scopelli |    |                          |

Overige Europese Bekertoernooien: UEFA Champions League · UEFA Europa Conference League · UEFA Super Cup · Europacup I (Beker der Landskampioenen) · Europacup II (Beker der Bekerwinnaars) · UEFA Intertoto Cup